# 沈阳国际展览中心
沈阳国际展览中心是位于中国辽宁省沈阳市苏家屯区的一座现代化国际展览中心。沈阳国际展览中心以举办大型国际博览会、专业博览会为主，同时提供商务服务、办公、物流运输、展装搭建、广告宣传、技术交流、会议、住宿、餐饮等服务配套功能齐全的国际性、综合性、现代化、智能化的展览场馆。

## 场馆概况
沈阳国际展览中心坐落于苏家屯区会展路9号，距市区12公里，距桃仙国际机场13公里。总用地面积95.9万平方米，计划分两期建设。一期建筑总面积16.6万平方米，室内展览面积10.56万平方米，室外展览面积20万平方米，综合服务区面积4万平方米。展馆按照国际专业化水准进行设计和建设，每个展厅既可独立办展，又能通过内部连廊彼此连通，使展区浑然一体。